# Prosopis tamaulipana
Prosopis tamaulipana är en ärtväxtart som beskrevs av Arturo Erhardo Erardo Burkart. Prosopis tamaulipana ingår i släktet Prosopis och familjen ärtväxter. Inga underarter finns listade i Catalogue of Life.